# Culicoides smeei
Culicoides smeei är en tvåvingeart som beskrevs av Tokunaga 1960. Culicoides smeei ingår i släktet Culicoides och familjen svidknott. Inga underarter finns listade i Catalogue of Life.